# 児玉剛始
児玉 剛始（こだま たけし、1971年12月10日 - ）は、日本の男子ボート（ローイング）選手、指導者。
NTT東日本所属。中央大学漕艇部男子コーチ。

## 略歴
静岡県出身。1990年中央大学入学。 NTT東京（NTT東日本）入社。1996年アトランタオリンピック男子舵手なしペア出場。

## 代表歴
国際大会
- 1993年ユニバーシアードシングルスカル日本代表
- 1996年アトランタオリンピック男子舵手なしペア日本代表
- 2005年FISA世界ボート選手権大会日本代表[4]